# Petalidiinae
Petalidiinae, podtribus u porodici primogovki, dio tribusa Ruellieae potporodica Acanthoideae. Sastoji se od 6 rodova

## Etimologija
Ime podplemena potječe od njegovog tipskog roda Petalidium Nees, 1832. koji pak potječe od grčke riječi petatilidion koja se sastoji od dva dijela: idium (= sličan)  i petalum (= latica, listić), i odnosi se na oblik brakteola kod biljaka ovog roda.

## Rodovi
1. Subtribus Petalidiinae Benth. & Hook.f.
  1. Strobilanthopsis  S.Moore (1 sp.)
  2. Dyschoriste  Nees (96 spp.)
  3. Echinacanthus  Nees (4 spp.)
  4. Petalidium  Nees (43 spp.)
  5. Duosperma  Dayton (26 spp.)
  6. Ruelliopsis  C.B.Clarke (1 sp.)